# Billy Kidd
William Winston Kidd detto Billy (Burlington, 13 aprile 1943) è un ex sciatore alpino statunitense, campione del mondo nella combinata a Val Gardena 1970.

## Biografia

### Carriera sciistica

#### Stagioni 1961-1963
Sciatore polivalente originario di Stowe, Kidd debuttò in campo internazionale in occasione della Roch Cup 1961 (Aspen, 24-26 febbraio), dove si classificò 10º nella discesa libera, 7º nello slalom gigante e non completò lo slalom speciale; il 24-26 marzo seguenti vinse lo slalom speciale e fu 2º nella combinata della Harriman Cup disputata a Sun Valley.
Ai Mondiali di Chamonix 1962, sua prima presenza iridata, si piazzò 15º nello slalom gigante e 8º nello slalom speciale; nello stesso anno fu 2º nello slalom speciale dell'Otto Furrer Memorial (Zermatt, 17 marzo), mentre nel 1963 vinse la discesa libera delle Vail Trophy Races (Vail, 9 febbraio).

#### Stagioni 1964-1966
Nel 1964, dopo essersi classificato 3º nello slalom speciale di Hindelang del 6 gennaio, debuttò ai Giochi olimpici invernali: a Innsbruck 1964 vinse la medaglia d'argento nello slalom speciale e si piazzò 16º nella discesa libera e 7º nello slalom gigante; vinse inoltre la medaglia di bronzo nella combinata, disputata in sede olimpica ma valida solo per i Mondiali del 1964. Nel prosieguo della stagione conquistò lo slalom gigante degli Eastern ASA Championships (Stowe, 13 marzo) e lo slalom speciale e la combinata della Roch Cup, dove fu anche 2º nello slalom gigante (Aspen, 3-5 aprile).

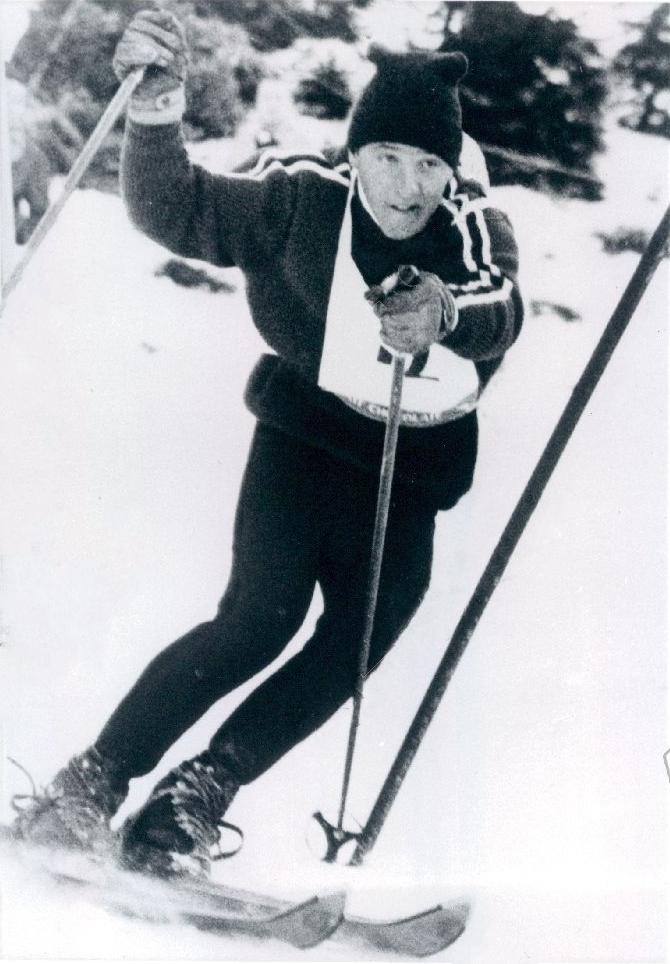
Billy Kidd in gara nel 1965

Nel 1965 alla Roch Cup vinse la discesa libera, lo slalom gigante, lo slalom speciale e la combinata (Aspen, 29-31 gennaio); nel 1966 si aggiudicò lo slalom speciale di Hindelang del 5 gennaio, vinse lo slalom gigante dell'Internationale Adelbodner Skitage del 10 gennaio sulla Chuenisbärgli di Adelboden davanti a Willy Favre ed Edmund Bruggmann, classificandosi inoltre 2º nell'altro slalom gigante disputato nella località svizzera il giorno precedente, e fu 3º nella discesa libera dell'Hahnenkamm sulla Streif di Kitzbühel dietro a Karl Schranz e Gerhard Nenning (22 gennaio). Non gareggiò invece ai Mondiali di Portillo 1966 a causa di un infortunio patito durante la preparazione dello slalom speciale (frattura di una gamba).

#### Stagioni 1967-1970
Tornò a gareggiare soltanto nel marzo del 1967, al Bud Werner Memorial di Vail, e al Critérium de la première neige di quell'anno (Val-d'Isère, 12-15 dicembre) fu 3º nello slalom speciale e 2º nella combinata; in Coppa del Mondo esordì il 4 gennaio 1968 a Hindelang, quando fu 4º nello slalom gigante vinto da Bruggmann. In seguito partecipò ai X Giochi olimpici invernali di Grenoble 1968, sua ultima presenza olimpica, dove fu 18º nella discesa libera, 5º nello slalom gigante e non concluse lo slalom speciale. Il 16 marzo successivo colse ad Aspen in slalom speciale la prima vittoria, nonché primo podio, in Coppa del Mondo; in quell'occasione vinse la combinata e si piazzò 3º nello slalom gigante della Roch Cup, non validi ai fini della Coppa.
Nel massimo circuito internazionale il 28 febbraio 1969 vinse la sua seconda e ultima gara, lo slalom speciale di Squaw Valley, salì per l'ultima volta sul podio il 16 marzo successivo a Mont-Sainte-Anne, quando nella medesima specialità fu 3º, colse l'ultimo piazzamento a punti il 18 gennaio 1970 a Kitzbühel, sempre in slalom speciale (7º), e prese per l'ultima volta il via il 1º febbraio seguente a Garmisch-Partenkirchen in discesa libera (16º). Ai Mondiali di Val Gardena 1970, suo congedo agonistico, vinse la medaglia d'oro nella combinata, la medaglia di bronzo nello slalom speciale e si classificò 5º nella discesa libera e 15º nello slalom gigante.

### Altre attività

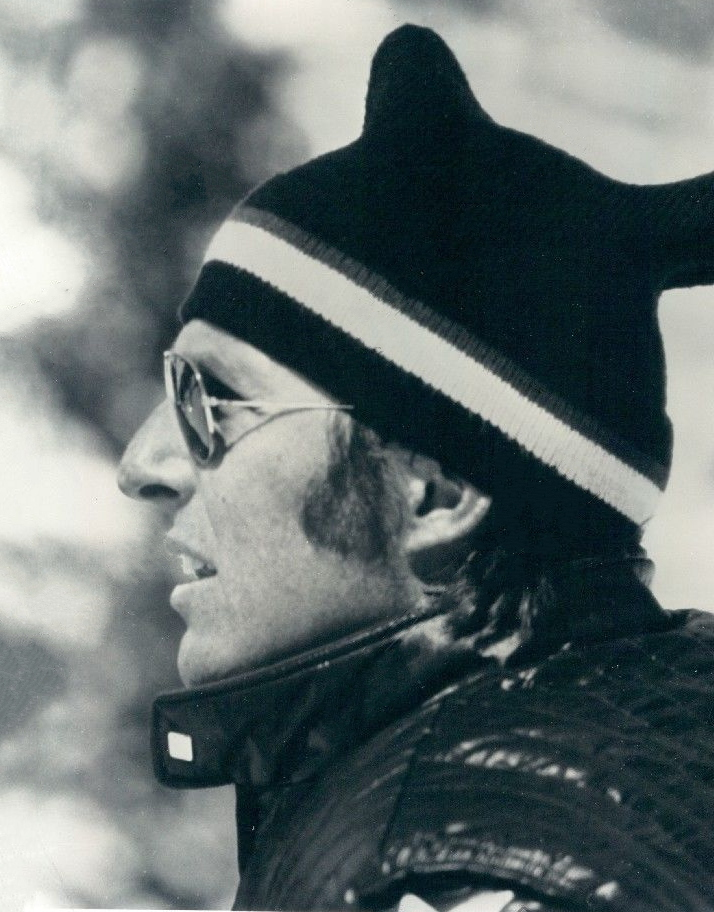
Billy Kidd nel 1972

Lasciato l'agonismo, Kidd nel 1970 passò a competere nel circuito professionistico nordamericano (Pro Tour) e in seguito fu direttore tecnico della stazione sciistica di Steamboat Springs; figura nota nel Circo bianco anche per l'abitudine di indossare spesso un cappello da cowboy, collaborò anche all'organizzazione delle Special Olympics del 2001.

## Palmarès

### Olimpiadi
- 1 medaglia, valida anche ai fini dei Mondiali:
  - 1 argento (slalom speciale a Innsbruck 1964)

### Mondiali
- 3 medaglie, oltre a quella conquistata in sede olimpica:
  - 1 oro (combinata a Val Gardena 1970)
  - 2 bronzi (combinata a Innsbruck 1964; slalom speciale[22] a Val Gardena 1970)

### Classiche
Harriman Cup
- 1 vittoria (slalom speciale a Sun Valley 1961)

Internationalen Adelbodner Skitage
- 1 vittoria (slalom gigante ad Adelboden 1966)

Roch Cup
- 8 vittorie (slalom speciale, combinata ad Aspen 1964; discesa libera, slalom gigante, slalom speciale, combinata ad Aspen 1965; slalom speciale[22], combinata ad Aspen 1968)

### Coppa del Mondo
- Miglior piazzamento in classifica generale: 7º nel 1968
- 4 podi (tutti in slalom speciale):
  - 2 vittorie
  - 2 terzi posti

#### Coppa del Mondo - vittorie
| Data             | Località     | Paese       | Specialità |
| ---------------- | ------------ | ----------- | ---------- |
| 16 marzo 1968    | Aspen        | Stati Uniti | SL         |
| 28 febbraio 1969 | Squaw Valley | Stati Uniti | SL         |

Legenda:

SL = slalom speciale

### Campionati statunitensi
- 1 oro (slalom gigante[23] nel 1964)

## Riconoscimenti
- U.S. National Ski Hall of Fame (1976)[1]